# Simfonia núm. 3 (Beethoven)
La Simfonia núm. 3 en mi bemoll major, op. 55, de Ludwig van Beethoven, coneguda com a Heroica, és una obra considerada per molts un referent fonamental en el pas del classicisme al romanticisme, ja que trenca amb diversos esquemes de la simfonia clàssica. Inicialment, anava dedicada a Napoleó Bonaparte.

## Instrumentació
La simfonia està escrita per a 2 flautes, 2 oboès, 2 clarinets en si♭, 2 fagots, 3 trompes en mi♭ i do, 2 trompetes en mi♭ i do, timbales i corda.

## Estructura
L'obra està dividida en quatre moviments:
1. Allegro con brio
2. Marcia funebre: Adagio assai
3. Scherzo: Allegro vivace
4. Finale: Allegro molto

La seva durada varia força, però com a referent orientatiu es pot considerar parlar d'uns 50 minuts. El motiu principal és que en el primer moviment, Beethoven indica que l'exposició s'ha de repetir. Aquesta repetició, generalment, s'omet en algunes interpretacions.

## Dedicatòria i edició
Aquesta simfonia és una de les obres més famoses de Beethoven, que originàriament pensava dedicar-la a Napoleó i la volia denominar Bonaparte. La idea de compondre una simfonia en honor de l'"alliberador" d'Europa sembla que li va ser suggerida pel mariscal Jean Baptiste Bernadotte, ambaixador de França a Viena el 1798, o per Rodolphe Kreutzer, violinista a qui Beethoven va dedicar una sonata. Bonaparte –un any més gran– era contemporani del músic, i Beethoven no sols sentia una gran admiració pel seu "heroi", sinó que, més o menys conscientment, havia establert una espècie de paral·lelisme entre els seus destins.
El biògraf Maynard Solomon comenta que Beethoven admirava els ideals de la Revolució Francesa reflectits en la figura de Napoleó. Quan aquest es va autocoronar emperador, el maig de 1804, sembla que Beethoven es va molestar tant que va esborrar amb un ganivet el nom de "Bonaparte" de la pàgina del títol amb tal força que va deixar un forat en el paper. Sembla que va dir: "Ara només... obeirà la seva ambició, elevar-se més alt que els altres, convertir-se en un tirà!".
Va ser publicada l'any 1806 per la Cambra de les Arts i la Indústria de Viena amb el número d'opus 55, i la dedicatòria fou per al príncep Lobkowitz, tot i que com a subtítol hi apareix el nom Bonaparte. Beethoven li va posar el títol de Sinfonia eroica, composta per festeggiare il sovvenire d'un grand'uomo ('Simfonia heroica, composta per festejar el record d'un gran home'). Aquest "gran home" era un ideal, un heroi no existent, però més aviat va ser l'esperit de l'heroisme mateix el que interessava a Beethoven. També s'ha dit que Beethoven es referia a la memòria de la naturalesa de Napoleó que una vegada va ser digna.
Aquesta simfonia va ser la primera de Beethoven que es va interpretar a París per part de la Societat de Concerts del Conservatori, el març de 1828.

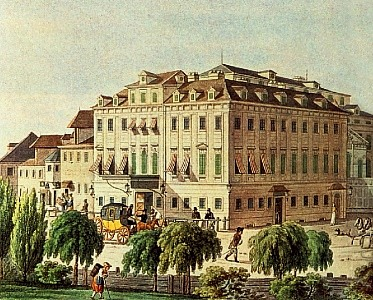
El Theater an der Wien, a inicis del (gravat de Jakob Alt)

## Composició i estrena
Beethoven va començar a compondre-la cap al 1802, durant la seva estada a Heiligenstadt, i la va finalitzar entre la primavera de 1803 i el maig de 1804. La primera audició privada es produí probablement cap al mes d'agost d'aquell mateix any, a casa del príncep Joseph Franz von Lobkowitz, a qui finalment va ser dedicada. La primera execució en públic va ser feta en el Theater an der Wien de Viena el 7 d'abril de 1805, amb el compositor a la batuta.
Alguns consideren que una "marxa fúnebre" va substituir la "marxa triomfal" que constituïa el segon moviment, i que aquesta "marxa triomfal", que constituïa el segon moviment, es va convertir en l'últim moviment de la Quinta simfonia.
L'obra va forjar la llegenda de Beethoven com a defensor dels drets humans, admirador de la Revolució Francesa i divulgador de la germandat entre les persones.

## Motivació i recepció
La història de l'Eroica comença uns anys abans de l'inici de la seva composició, no només pel prototip literari mencionat per Solomon (el Testament de Heiligenstadt), sinó també a nivell de material musical.
Concretament, el tema del quart moviment apareix prèviament al finale de l'únic ballet sencer de Beethoven "Les Criatures de Prometeu" (Die Geschöpfe des Prometheus) el 1801, a "Twelve Contredanses" com a "country dance", i al set de variacions per piano op.35 el 1803. Són rellevants sobretot les aparicions al ballet i a les contredanses, ja que en aquesta mateixa època, a Alemanya es va popularitzar la "country dance" a l'estil anglès. Aquestes danses, a part d'un component estilístic, també en tenien un de social molt rellevant, ja que representava la reforma il·lustrada de l'Aufklärung alemany a través de la dansa conjunta ocasional de mestres i servents. Die Geschöpfe des Prometheus això queda representat en aquest finale on una versió il·lustrada de Prometeu i les seves creacions ballen conjuntament aquesta "country dance". Així doncs, es pot deduir que el tema del quart moviment ja presenta una certa influència de les conviccions socials del compositor. També es teoritza que, després de la seva crisi a Heiligenstadt, Beethoven dibuixés un cert paral·lelisme entre ell mateix i l'heroi Prometeu, a qui també havia sigut equiparat Napoleó.
En estrenar-se, l'obra va generar reaccions bastant polaritzades. Per una banda, hi va haver els que la defensaven com una obra mestra, arribant a dir que era el veritable estil de la música elevada, i que si el públic no l'entenia, era degut a la falta de formació d'aquest. Per altra banda, hi havia els que deien que no tenia cap valor artístic, que simplement era un intent descontrolat de destacar a través de recursos estranys i fantàstics, i que no era una veritable mostra de genialitat. Finalment, hi havia una minoria entremig qui reconeixia els elements artístics de l'obra, però criticant que la duració i complexitat la feien exhaustiva per al públic amateur. Tot i això, i probablement també degut a l'eliminació de la dedicatòria a Napoleó, les implicacions sociopolítiques de l'obra no van ser gaire rellevants.

La motivació real darrere la composició d'aquesta obra encara és un tema debatut avui dia, amb experts defensant tant la representació dels triomfs de Napoleó Bonaparte com la d'un autoretrat del propi compositor. El que sí es pot determinar és que, en una època de revolució i progrés social, l'Eroica representa precisament una revolució cap al Romanticisme del segle xix.

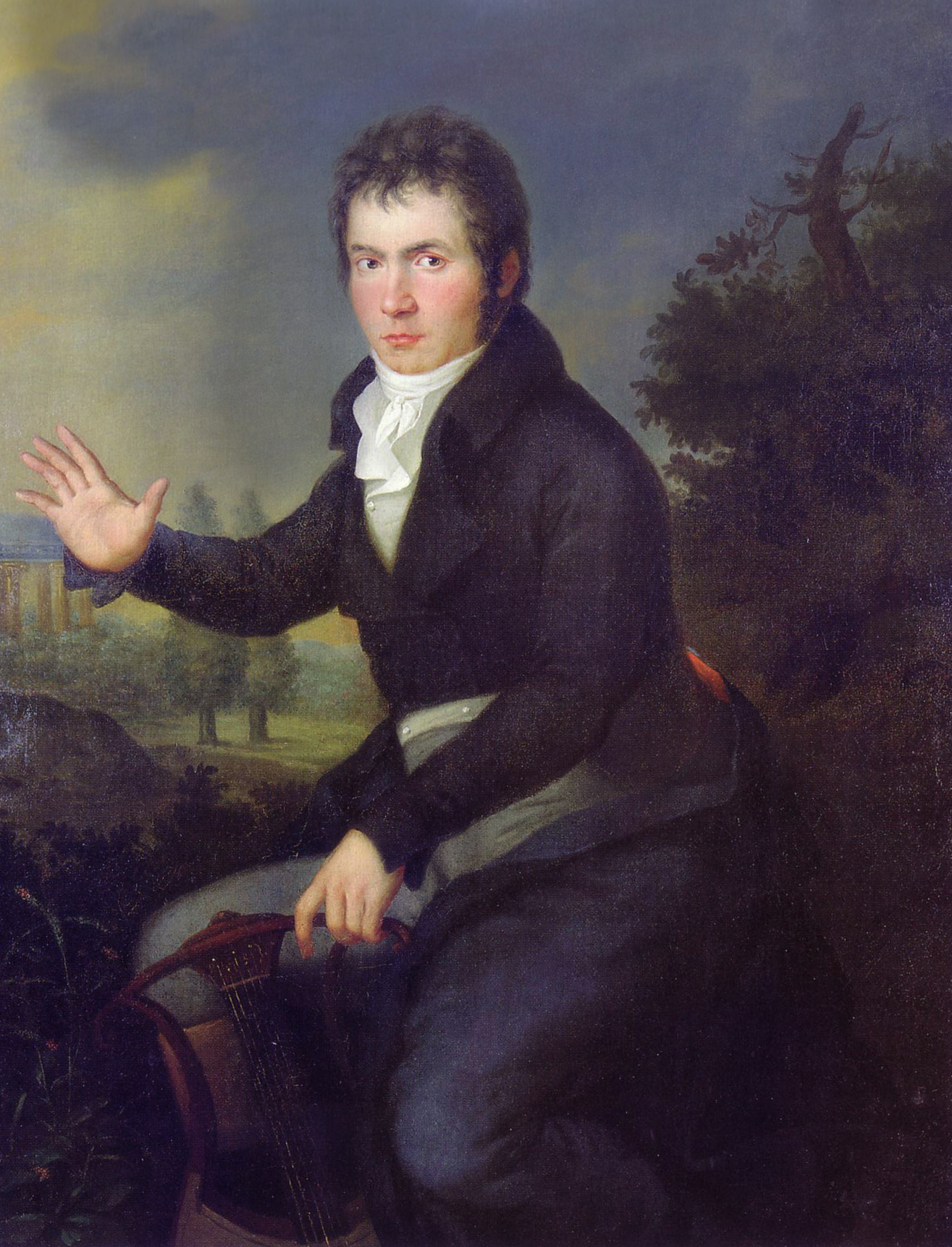
Retrat de Beethoven el 1804-1805 (per Joseph Mähler), època en què va compondre de l'"Heroica"
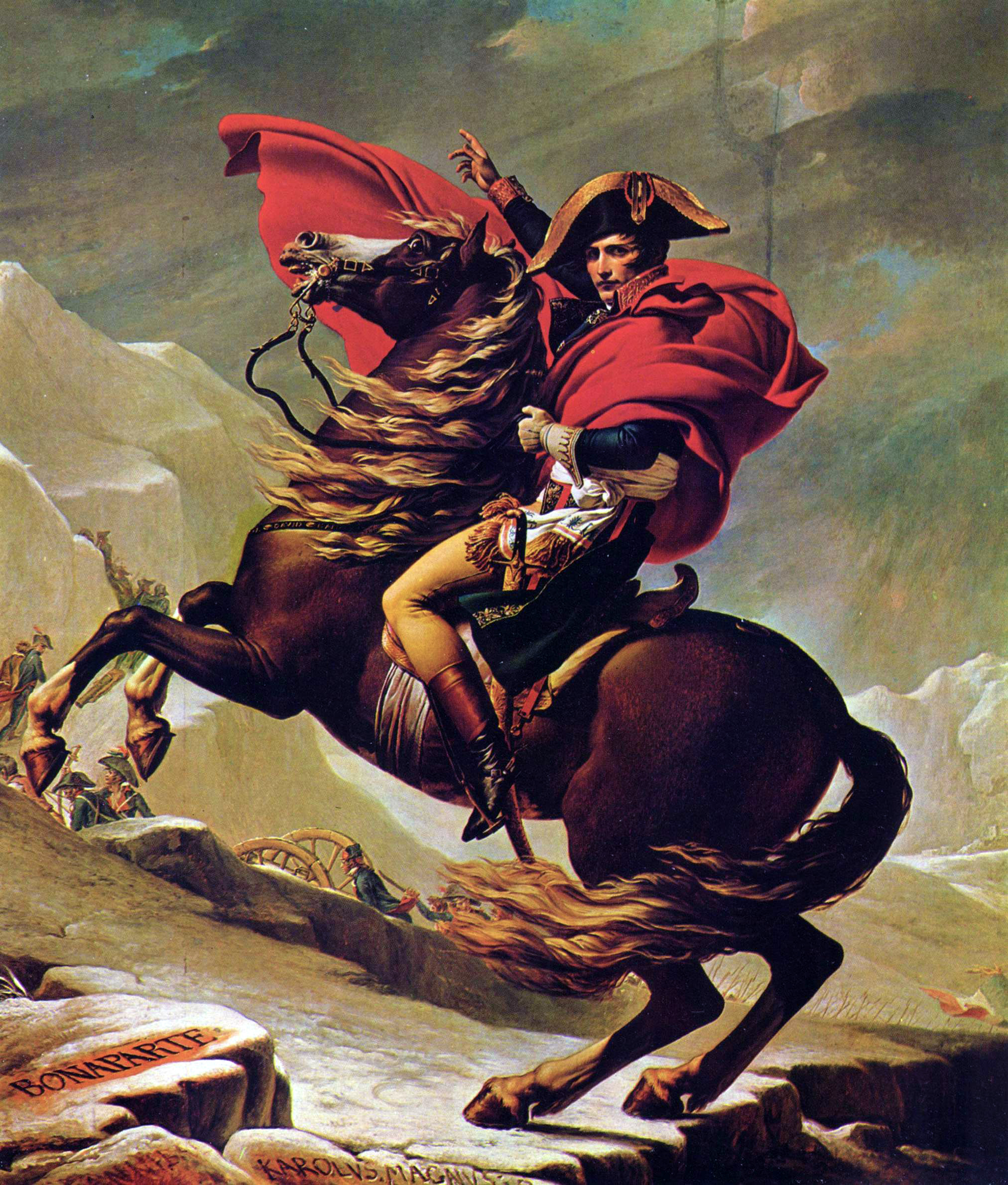
Napoleó travessant els Alps (1801), de Jacques-Louis David
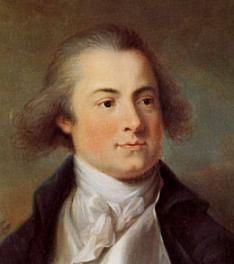
Retrat de Joseph Franz von Lobkowitz, a qui Beethoven dedicà finalment la simfonia "Heroica"